# Spanische Kleidermode

El Greco: Ein Caballero mit der Hand auf der Brust, um 1580

Die spanische Mode oder spanische Kleidermode ist die Mode der ausgehenden Renaissance und des spanischen Barock, der Zeit zwischen etwa 1550 und dem Dreißigjährigen Krieg. Sie prägte die Zeit der Gegenreformation, der Bewegung, mit welcher die katholische Kirche und die katholisch geführten Staaten, in vorderster Front Spanien, die Reformation bekämpften. Formal zeichnete sich die spanische Hoftracht durch ein elegantes, aber sehr starres feierliches Gepränge aus, als Abbild des strengen spanischen Hofzeremoniells, das sich ebenfalls zu dieser Zeit verbreitete, besonders auch am Wiener Hof.
Die spanische Hoftracht wurde bis etwa 1620 nicht nur in den habsburgisch regierten Ländern (Spanien, Portugal, Spanische Niederlande, Heiliges Römisches Reich, Teilen Italiens wie Mailand, Neapel und Sizilien) getragen, sondern in ganz Europa, teilweise mit gewissen Abweichungen. In Spanien und Portugal – das zwischen 1580 und 1640 unter spanischer Oberherrschaft stand – hielt man auch noch unter der Herrschaft Philipps IV. bis in die 1660er Jahre daran fest; auch dabei kam es zu modischen Sonderentwicklungen, die zu seiner Zeit vor allem im Norden Europas bereits als altmodisch auffielen.

## Entwicklung
Mitte des 16. Jahrhunderts wandelte sich der modische Geschmack hin zu einer hohen schlanken Linie und einer zeremoniellen Eleganz der Erscheinung. Aufgrund von Spaniens großem Einfluss in der Politik und der Wirtschaft während des 16. Jahrhunderts verbreitete sich die Mode in ganz Europa.
Für beide Geschlechter wurde das Korsett eingeführt, das sich im Fall der weiblichen Mode noch lange halten sollte. Die ganze Mode zeichnete sich durch eine hochgeschlossene Starre aus, die man mithilfe von Polsterungen erreichte. Die Mäntel wurden kürzer, bedeckten teilweise nur noch den Rücken: Die breitfallende Schaube der Männer und Frauen wandelte sich zu einem bis zur Hälfte des Oberschenkels reichenden Mäntelchen mit flachem Kragen, das leicht um die Schultern gelegt wurde. Das Barett wurde deutlich kleiner, verbunden mit einer längeren und spitzeren Barttracht. Es entwickelte sich die typische Halskrause, die zunächst noch klein war, aber um 1600 vor allem in der Damenmode enorme Ausmaße annahm und in dieser Form als Mühlsteinkrause bekannt ist. Männer und Frauen wurden in ihrer natürlichen Beweglichkeit erheblich behindert. Anfangs trat die spanische Mode noch farbig auf, es setzte sich aber sehr bald Schwarz als vorherrschende Farbe durch.
Ihren Höhepunkt hatte die spanische Mode um 1600, bevor sie nach und nach aufgelockert wurde. Im Dreißigjährigen Krieg wurde die Mode außerhalb Spaniens bequemer und legerer mit weich fließenden Stoffen, die ganze Silhouette breiter. Nach dem Krieg (ab 1648) setzte sich schließlich allgemein die französische Mode durch, die man in England auch schon unter Charles I. getragen hatte.

### Herrenmode

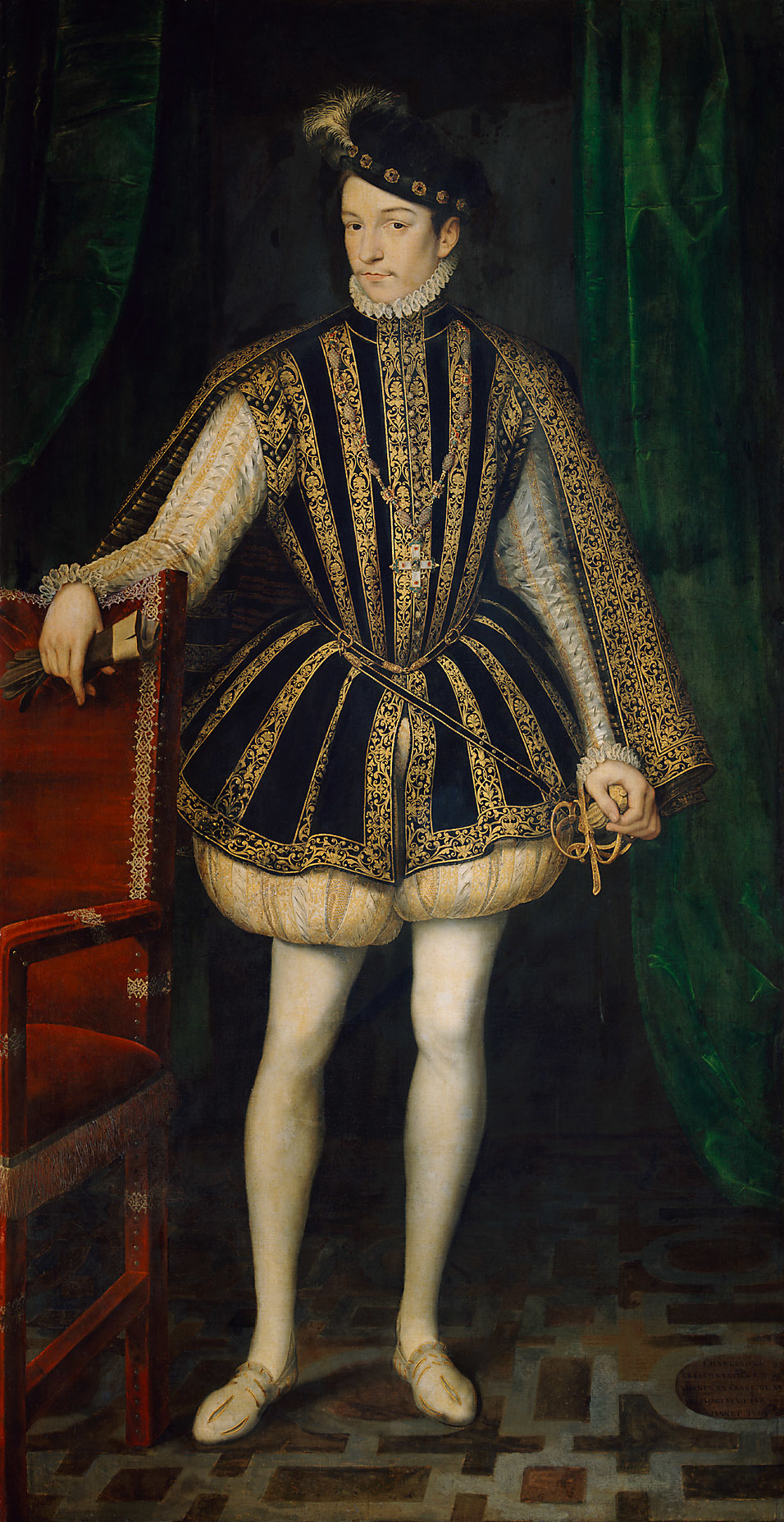
François Clouet: Karl IX. von Frankreich, 1566

Das Wams der Männer, nach seiner Form „Gansbauch“ genannt, lief von den Hüften schräg abwärts in eine Spitze zusammen und wurde in der Mitte der Brust mit einer Knopfreihe geschlossen. Es war wattiert, ebenso die Ärmel; an den Schultern waren hohe Wülste. Um den Hals und die Handgelenke lag eine schmale Krause, die im Laufe der Zeit immer breiter und steifer wurde, bis hin zur Mühlsteinkrause, und jede Kopfbewegung erschwerte.
Die Beinkleider waren das Auffallendste an der spanischen Männertracht. Man trug eine kurze, den halben Oberschenkel bedeckende Hose namens Heerpauke, die breit ausgepolstert war; wie schon in der Renaissance-Mode gehörte dazu auch die sogenannte Braguette. Dazu Trikotstrümpfe, die das Bein vom Fuß bis zum Oberschenkel eng umschlossen. In Spanien wurde die Ausstopfung durch zwei am Wams festgehakte Kissen erreicht.
Das Schuhwerk bestand jetzt aus enganliegenden, bis zum Knöchel reichenden Schuhen, die geschlossen oder am Spann mit Quer- und an der Spitze mit Längsschlitzen versehen waren. Beim Reiten bestand die Alternative zu dem leichten Schuhwerk in hohen Stiefeln aus weichem Leder. Das Haar wurde kurz getragen, und man setzte ein steifes Barett aus Samt oder seit 1570 einen hartgepressten Seidenhut mit Krempe auf.

### Damenmode

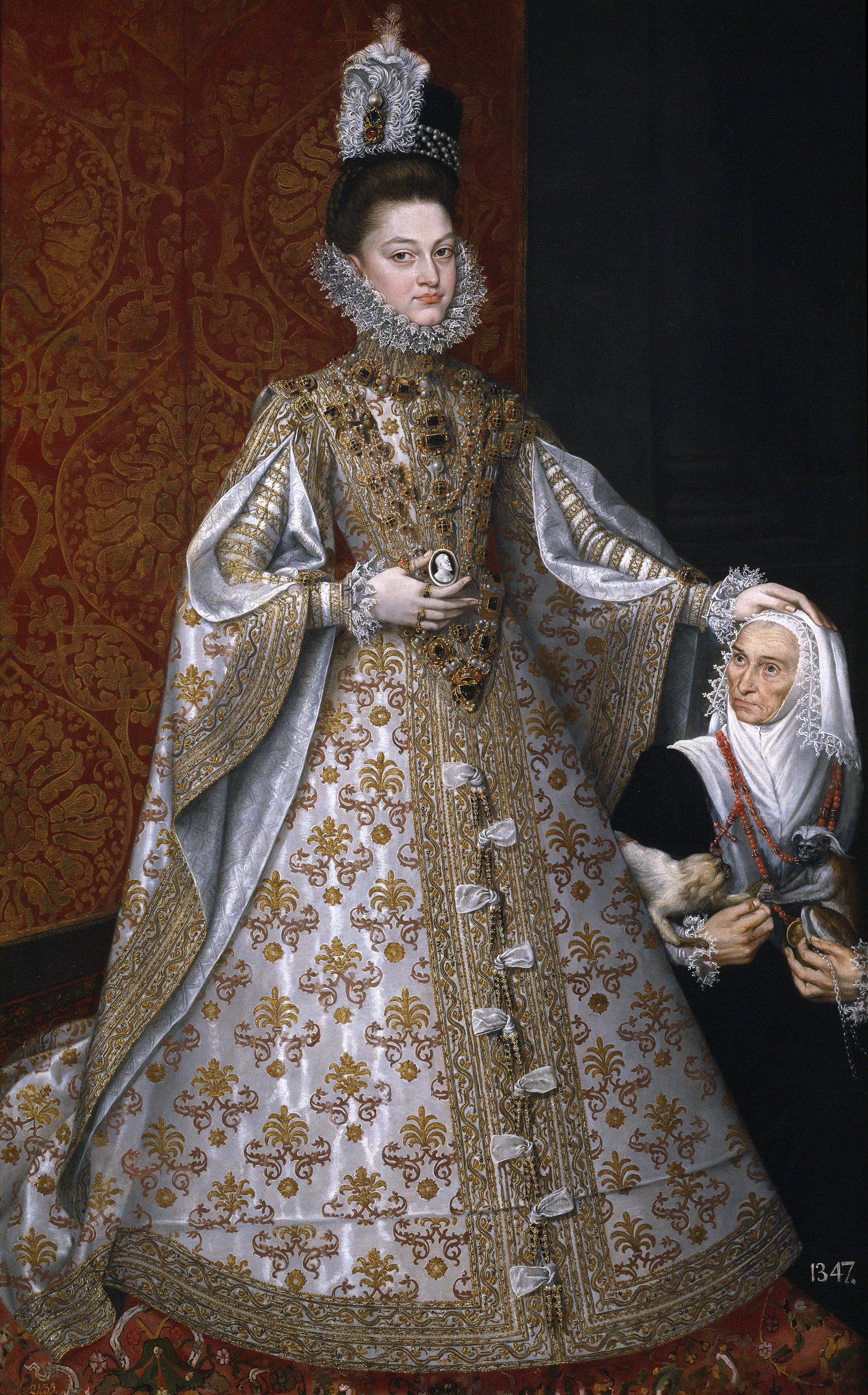
Alonso Sánchez Coello: Infantin Isabella Clara Eugenia mit ihrer Lieblingszwergin Magdalena Ruiz, ca. 1585–1588

Die Frauenkleidung war ähnlich starr wie die der Männer. Das Kleid der Frauen wurde enger, bis zum Hals hochgeschlossen und der Busen flachgedrückt und durch Polsterungen versteckt. Sie trugen ein enges, flachgeschnürtes, vorn in eine Spitze auslaufendes Leibchen und ein mit engen und gepufften Ärmeln versehenes Kleid. Der Reifrock wurde eingeführt, der zunächst eine nach unten hin breiter werdende konische Form hatte. Damit die Dame noch schlanker und größer wirke (und die Beine länger), wurde der Rock oft deutlich länger geschneidert als notwendig, darunter trug man hohe Sockelschuhe (Chopine oder Kothurne), die für den Betrachter nicht sichtbar waren. Der Oberrock war faltenlos und wurde gefüttert; er spaltete sich manchmal vorn von der Schnebbe an abwärts und ließ ein Unterkleid sehen. Die Manschetten und Halskrause glichen denen der Herrenkleidung.

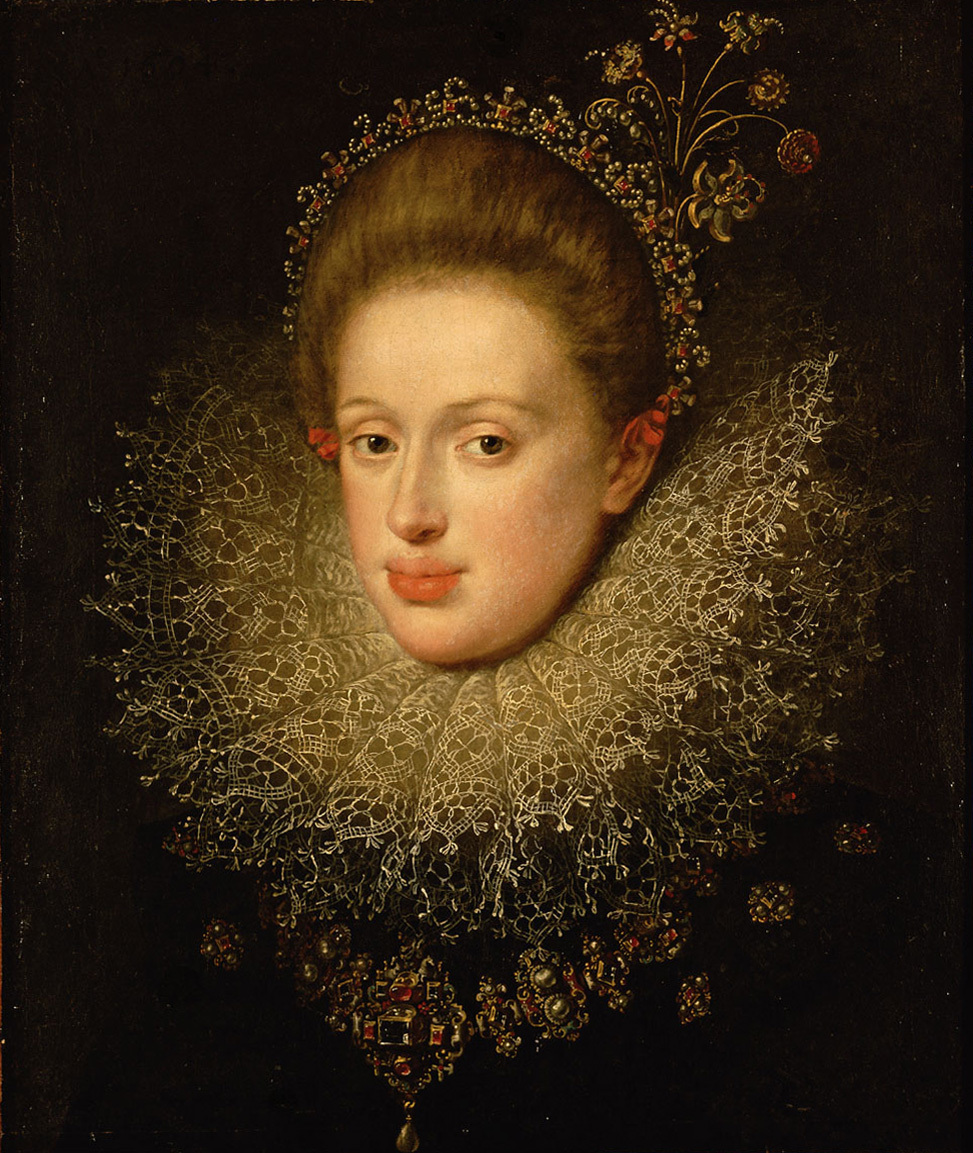
Hans von Aachen: Anna von Tirol, 1604. Alles trägt zu einem märchenhaften Aussehen bei: die Mühlsteinkrause aus gestärkter Spitze, ein prunkvolles goldenes Collier mit Diamanten und Perlen; auf dem hochfrisierten Haar ein Diadem mit 'Blumenstrauß' aus Gold, Perlen und Rubinen.

Zwischen etwa 1590 und 1620 erreichte die Mühlsteinkrause besonders in der Damenmode ungeheure und fantastische Ausmaße und wurde zum Teil aus gestärkter Spitze gemacht. Das Haar musste wegen der Halskrause aufgesteckt werden; dazu setzte die Dame ein Hütchen mit Krempe auf, manchmal auch ein kleines zierliches Spitzenhäubchen. Vervollständigt wurde die Frauenkleidung mit einem kurzen Mäntelchen, Handschuhen, Fächer und Spitzentaschentuch.
Der knappe und strenge spanische Schnitt und die schwarzen Stoffe der Gewänder verlangten nach reichlichem Dekor wie die Spitzen der Halskrause und Manschetten, oder auch goldene Knöpfe, die emailliert oder mit Edelsteinen besetzt waren. Perlenschmuck an jedem erdenklichen Kleidungsstück war in den höchsten und reichsten Kreisen gang und gäbe, ebenso Ringe, Diademe, Brustketten und wertvolle Anhänger.

## Abwandlungen
In anderen Ländern waren Abweichungen von den Vorgaben der spanischen Schneider nicht unüblich.
In Deutschland waren Wams und Schuhe der Männer ähnlich geschnitten wie beim spanischen Kostüm, ebenso das Mäntelchen, das häufig einen kleinen Stehkragen hatte. Jedoch trug man hier auch die Pluderhose, die aus der Landknechtsmode der Renaissance hervorging; dazu wurde die Oberhose vom Gürtel bis zum Knie in schmale Streifen aufgeschnitten. Durch die Schlitze der Oberhose wurde die untere, die Futterhose in großen Bauschen gezogen, so dass sie häufig übers Knie und zuweilen bis auf die Füße hinunter schlotterte. Zu dieser Pluderhose wurden enge Strümpfe getragen und die beiden letztern Stücke oberhalb des Knies mit einem Strumpfband zusammengehalten, das an der Seite zu einer Schleife gebunden wurde.
Um 1600 wurden die kurze Heerpauke oder die Pluderhose durch die etwa knielange Pumphose ersetzt, die über oder unter dem Knie gebunden wurde und zunächst noch ausgestopft war (die Polsterungen wurden später aufgegeben).
Außerhalb Spaniens, besonders in Frankreich und Italien und zum Teil in Deutschland, wurde der strenge Charakter der spanischen Mode etwas abgewandelt. Vor allem bei den Damen verwendete man auch hellere Farben, gemusterte und fließendere Stoffe.

Peter Paul Rubens: Selbstbildnis mit seiner ersten Ehefrau Isabella Brant, (1609/10). Das flämische Paar trägt bereits eine Mode, die stark aufgelockert, leger, farbenfroh und frühbarock wirkt, nur die Mühlsteinkrause und Manschetten sind noch übrig; Rubens selber trägt schon den typischen flachen Spitzenkragen des Frühbarock, Isabella einen weich fließenden Rock und einen riesigen Hut.

Auch ließ man die Röcke weniger starr, sondern locker in Falten zu Boden fallen, und die Damen trugen außerhalb Spaniens gelegentlich ein Dekolleté, das dann allerdings häufig statt der Halskrause einen Stehkragen bekam, den man später als Stuartkragen oder Medicikragen bezeichnete.
In Frankreich kam auch eine tonnen- oder fassförmige Rockform auf, die an den Hüften waagerecht abstand und durch ein Korb- oder Drahtgestell glatt gehalten wurde, darunter fiel der Rock senkrecht bis auf die Erde. Solche Röcke nannte man Vertugadin oder Vertugalle, sie wurden nicht nur am französischen Hof Heinrichs IV. getragen – z. B. von Königin Maria de Medici (siehe unten Galerie) –, sondern auch in England von Elisabeth I. oder von Anne von Dänemark.
Nach ca. 1625, als man sich vor allem in Frankreich und England bereits wesentlich legerer zu kleiden begann und die Mode dort eine neue frühbarocke Eleganz annahm, hielt Spanien selber an den starren Formen und düsteren Farben der Hoftracht fest, die aber zugleich auch abgewandelt wurden. Als Ersatz für die Halskrause kam unter Philipp IV. in der Männerbekleidung ein einfacher tellerförmiger gestärkter Kragen (Golilla) auf, auch das Haar wurde etwas länger getragen. Ähnliches gilt für die Damen, deren Frisuren nun seitliche Löckchen bekommen, doch bleibt gerade für Frauen die Mode sehr starr. Die in Spanien nach wie vor kegelförmigen Reifröcke werden immer breiter und erreichen um 1650 eine sehr breite und zugleich flache Form, die bereits an die spätere Mode des Rokoko erinnert, aber nichts Verspieltes hat, sondern völlig starr wirkt. Dazu trägt die Dame eine Art breite Helmfrisur, die an den Seiten auftoupiert und mit künstlichen Haarteilen noch verbreitert wird. Diese Art von Mode ist besonders aus der Kunst von Velásquez bekannt, besonders aus Porträts der Königin Maria Anna und der spanischen Infantinnen Maria Teresa und Margarita Teresa.
Die Kleidung der Bürger und Bürgerinnen war wesentlich einfacher als die der Aristokraten, aber auch oft schwarz oder in dunklen Farben. Das Unterkleid bestand aus einfarbigem Stoff mit buntem Seiden- oder Samtbesatz, engen Ärmeln und Krausen an Hals und Handgelenken. Das der Schaube ähnliche Oberkleid für den Ausgang hatte einen Stehkragen, war offen und fiel faltenlos zur Erde. Beide Geschlechter trugen als Kopfbedeckung ein schmalrandiges, steifes Barett, das in kleine Falten gelegt und mit einer Schnur sowie über der Stirn mit einer Feder verziert war.
Die spanische Mode erhält sich in der geistlichen Amtskleidung des Hamburger und Lübecker Ornats bis heute. Auch die Amtstracht z. B. der Bürgermeister Hamburgs lehnte sich im späten 19. bis zum frühen 20. Jahrhundert an die spanische Mode an.

## Galerie

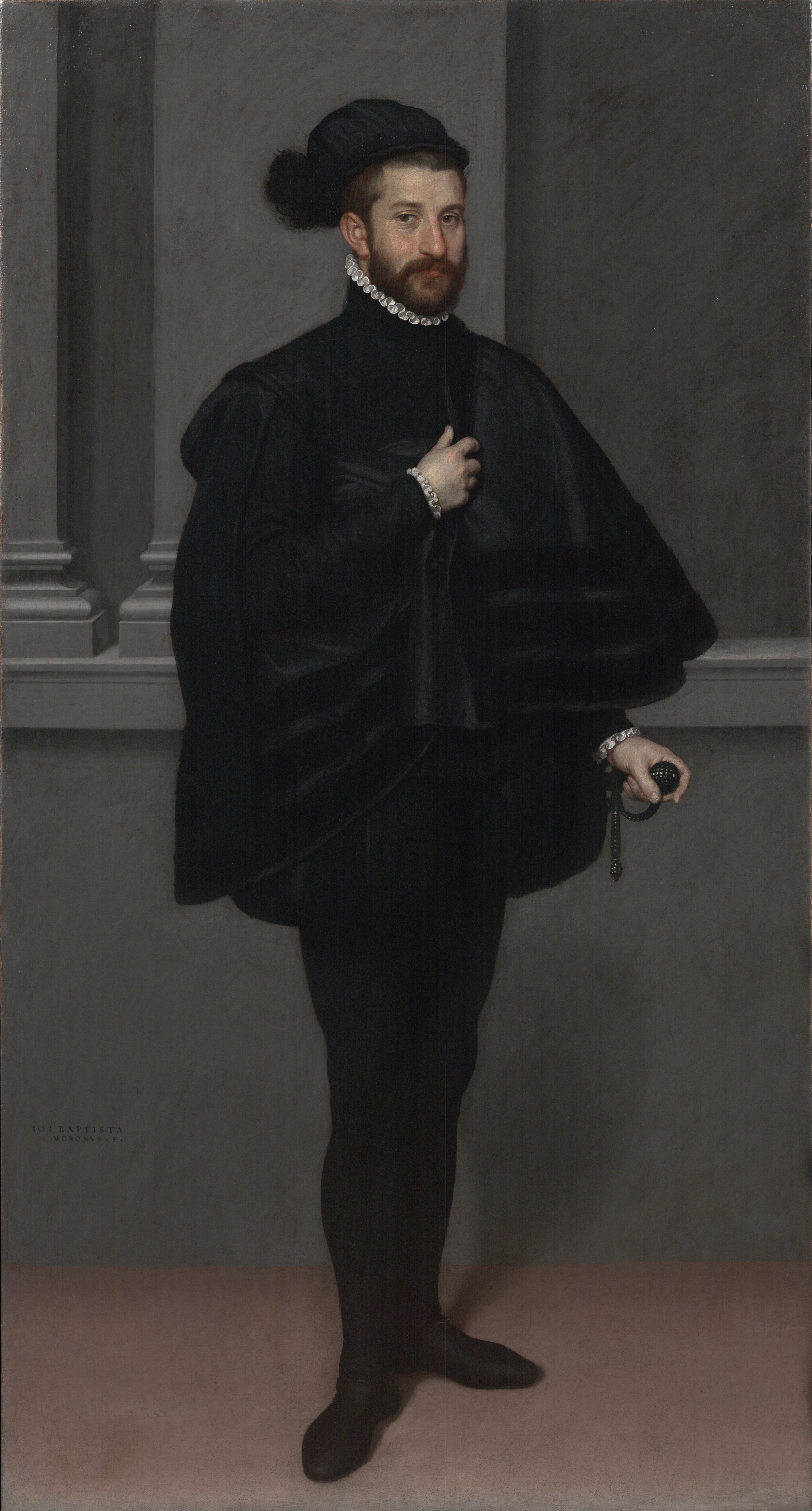
Giovan Battista Moroni: Kavalier in Schwarz, ca. 1567
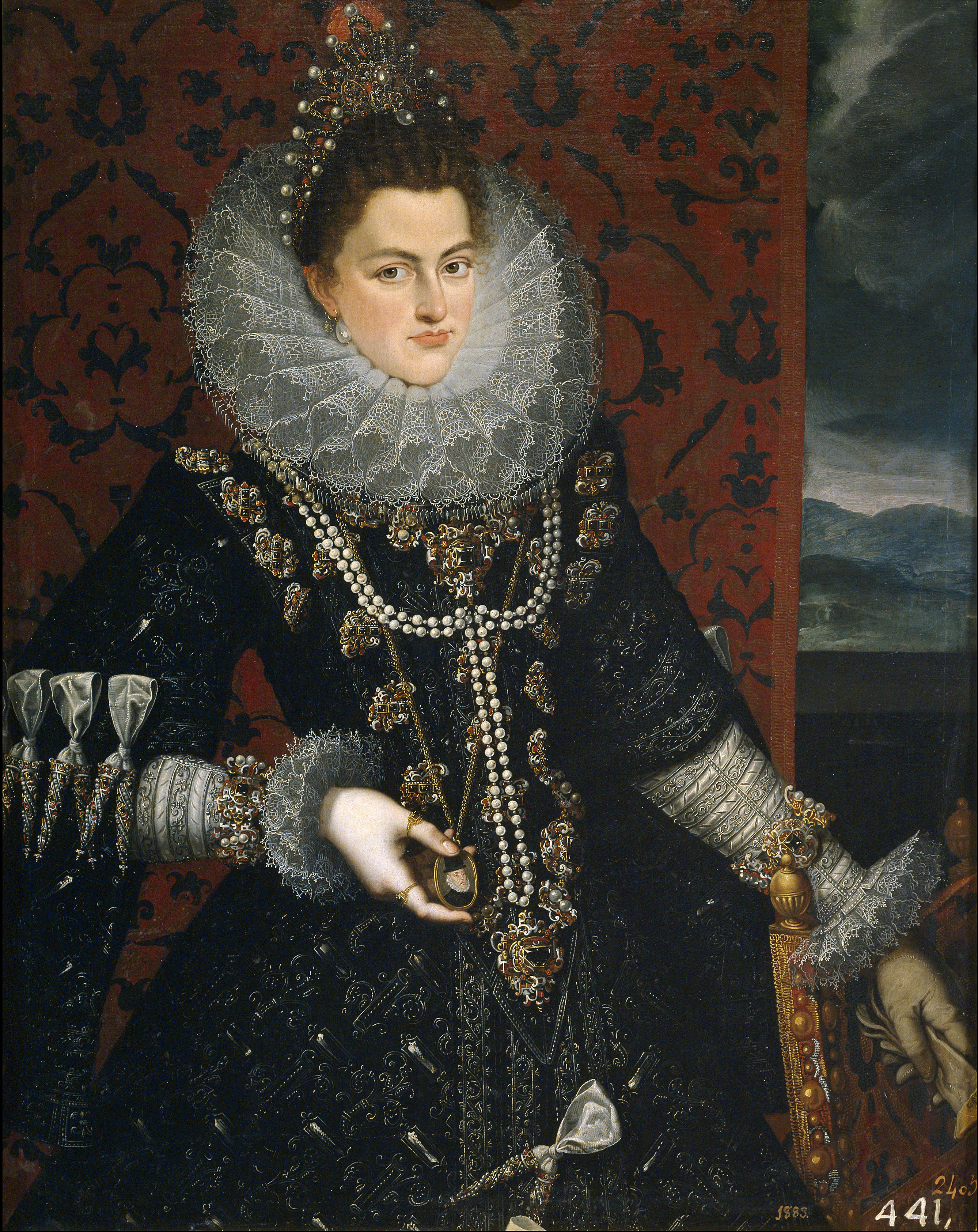
Juan Pantoja de la Cruz: Infantin Isabella Clara Eugenia, ca. 1598–1599
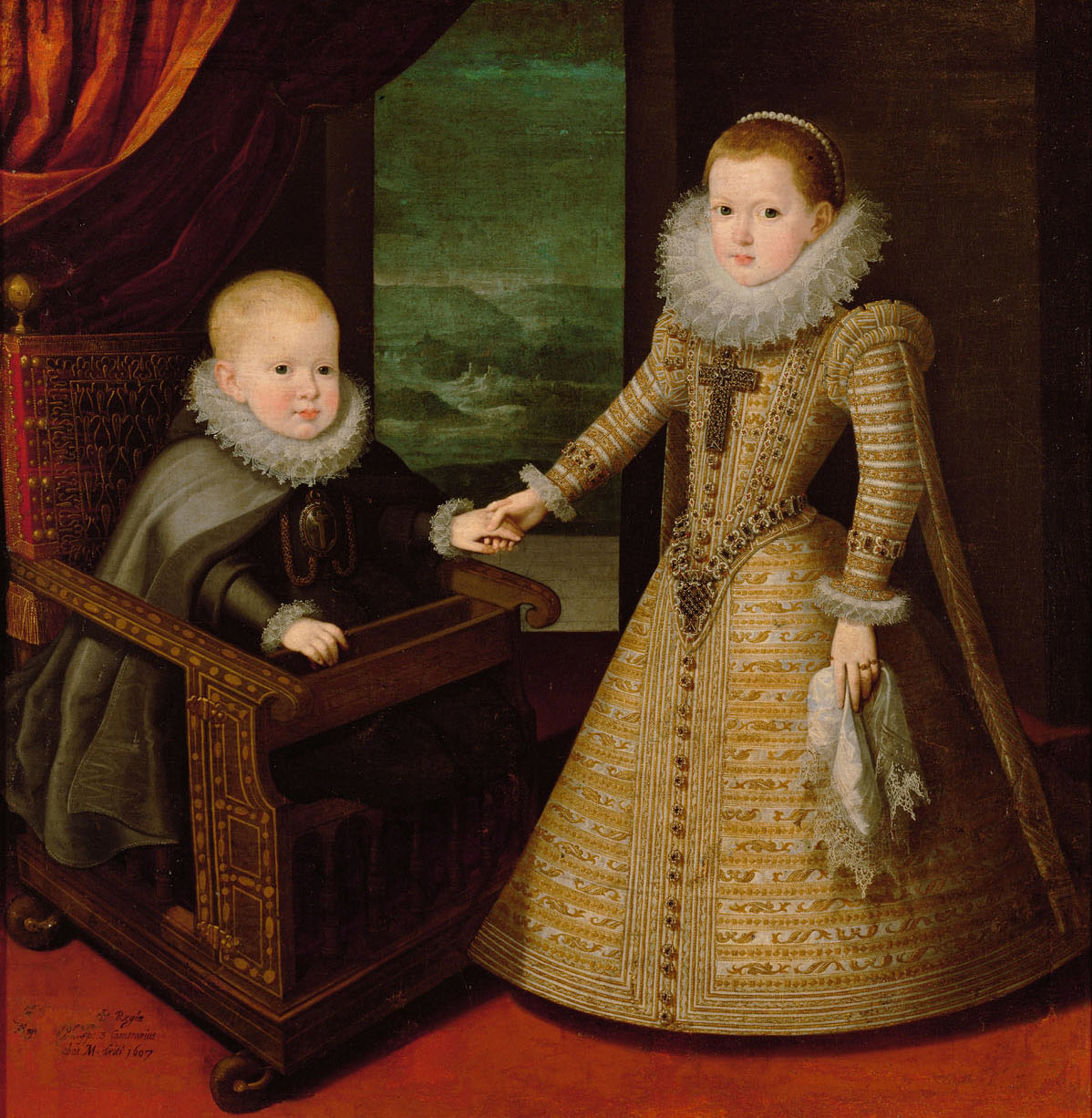
Juan Pantoja de la Cruz: König Philipp IV. von Spanien (1605–1665) als Kind mit seiner Schwester Infantin Anna (1601–1666), 1607
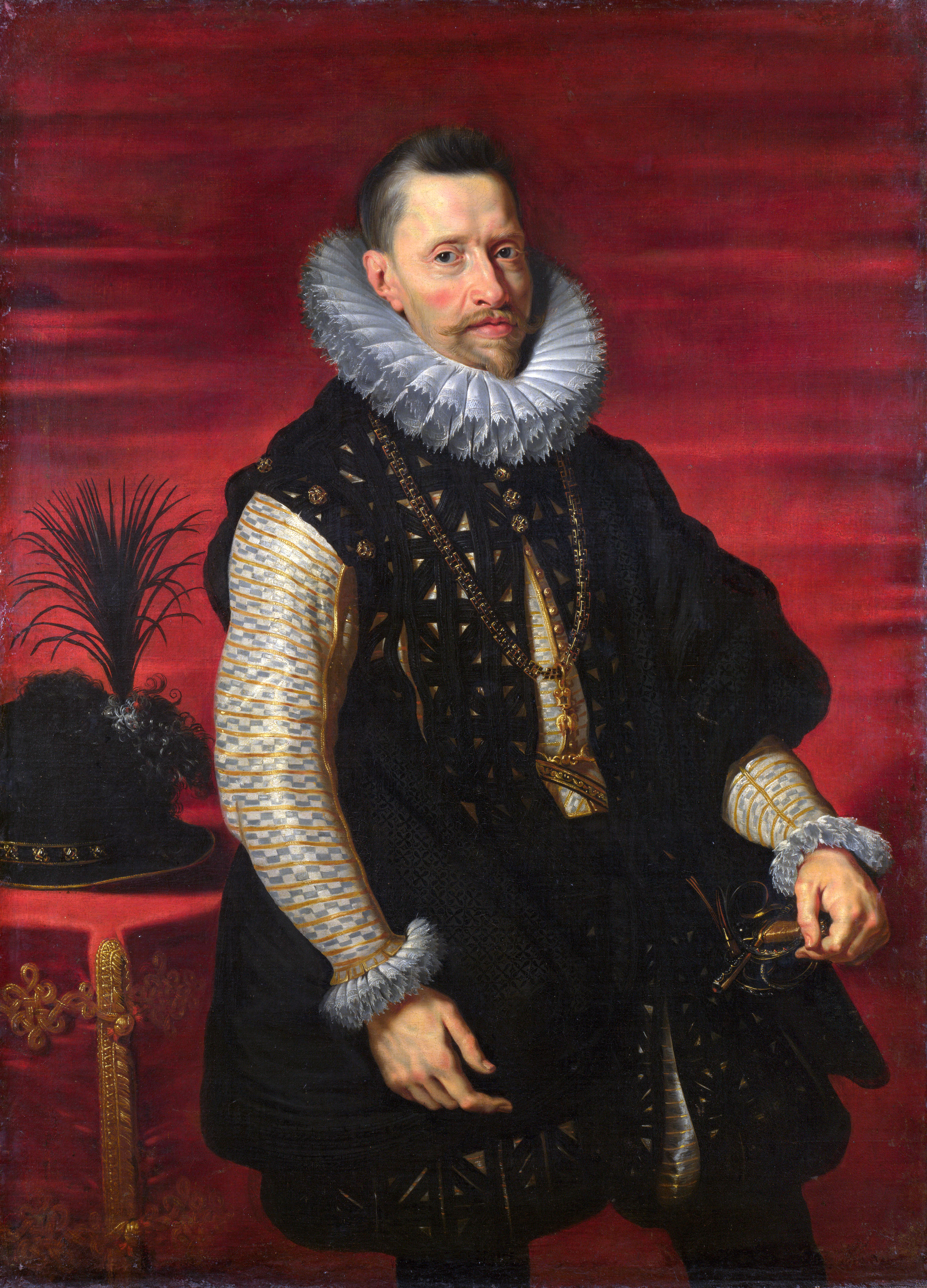
Peter Paul Rubens: Albrecht IV., Regent der spanischen Niederlande, um 1609
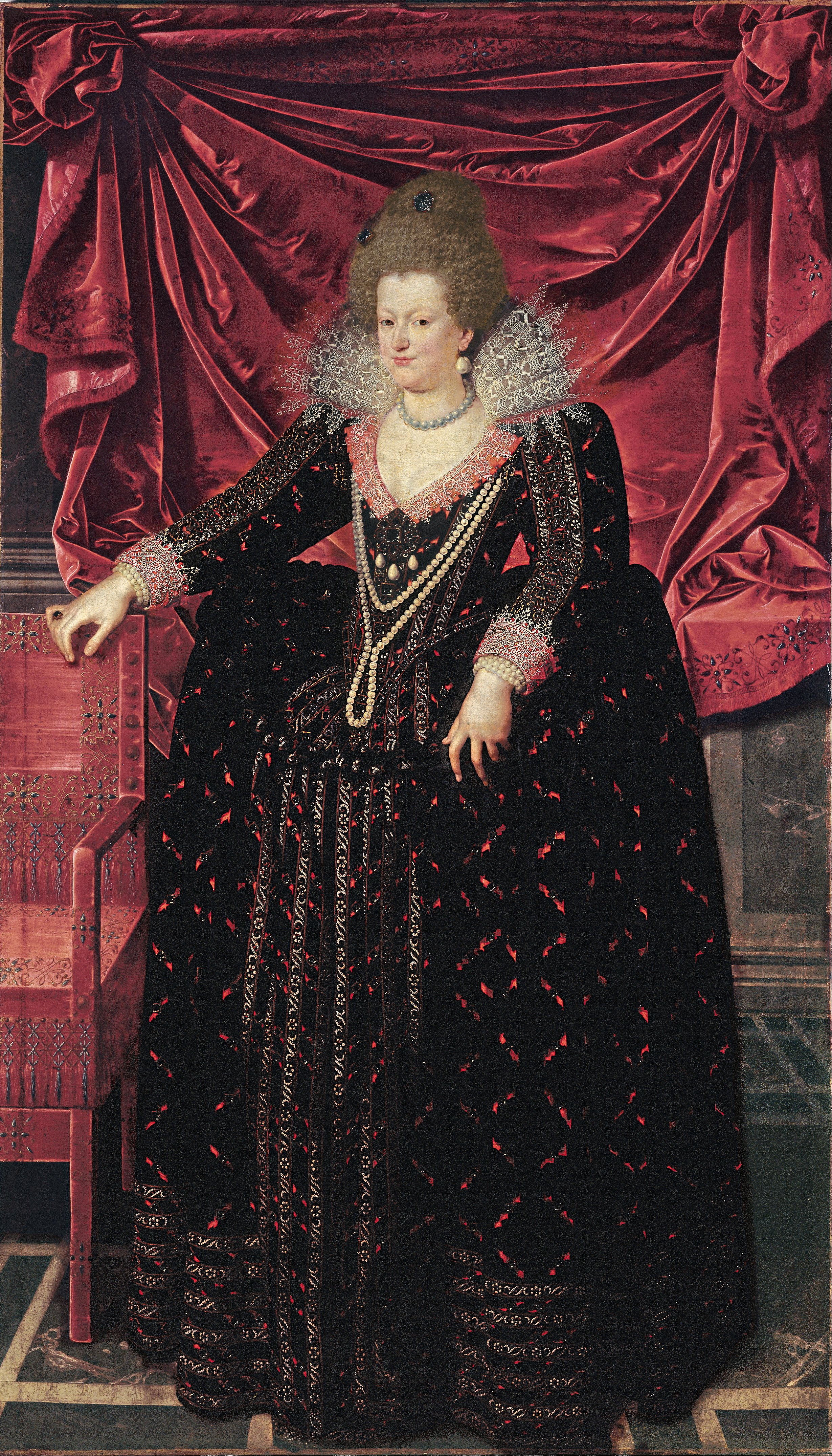
Frans Pourbus d. Ä.: Maria de’ Medici, Königin von Frankreich, 1606–1607. Die Königin trägt einen der typischen fassförmigen Reifröcke (Vertugadin), wie sie in Frankreich Mode waren, dazu Dekolleté und Stehkragen (Medicikragen).
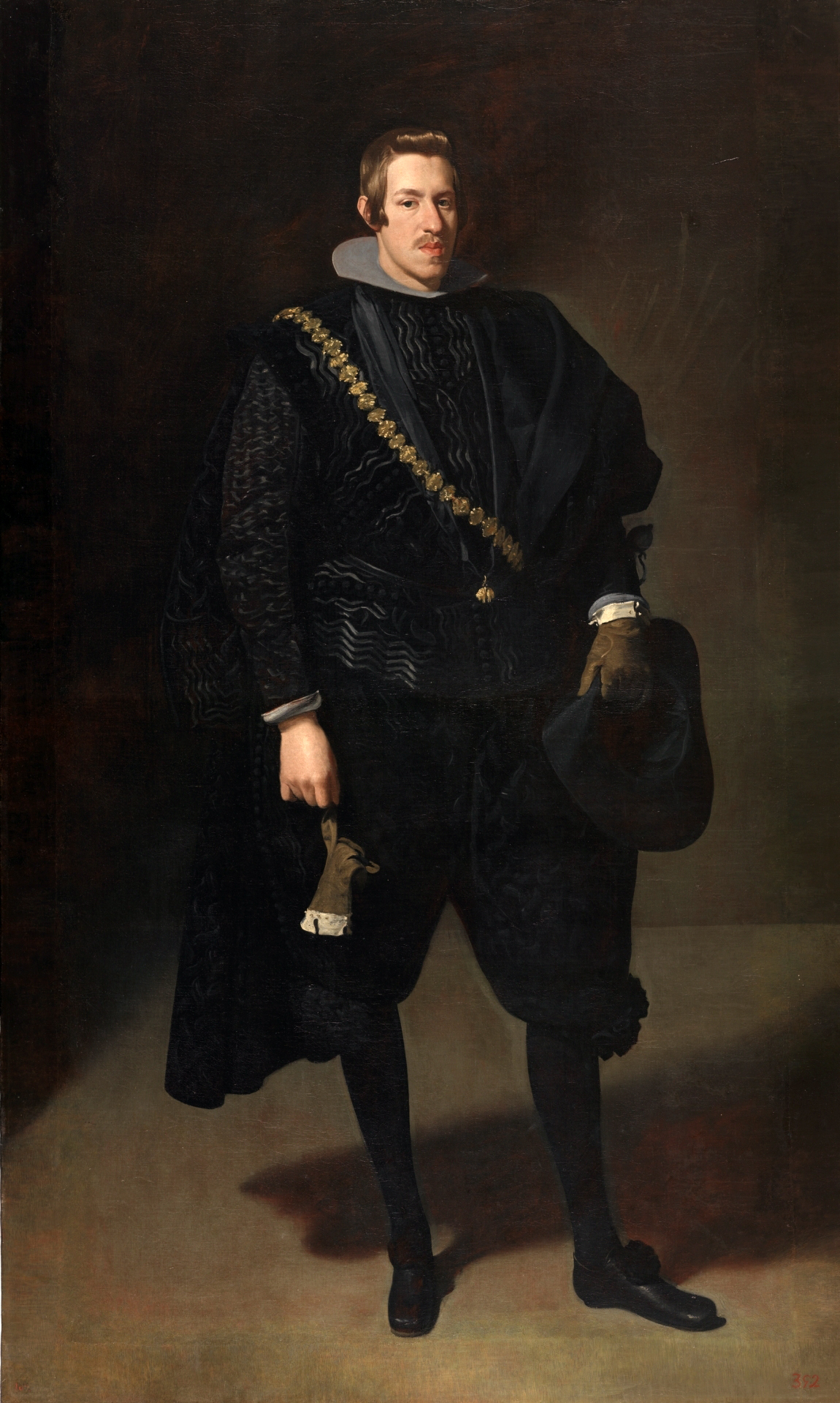
Diego Velázquez: Don Carlos, Infant von Spanien, 1628. In Spanien kommt in der Spätphase unter Philipp IV. ein einfacher tellerförmiger Stehkragen (Golilla) auf, als Ersatz für die Halskrause, das Haar wird etwas länger. Der Infant trägt auch eine knielange wattierte Pumphose.
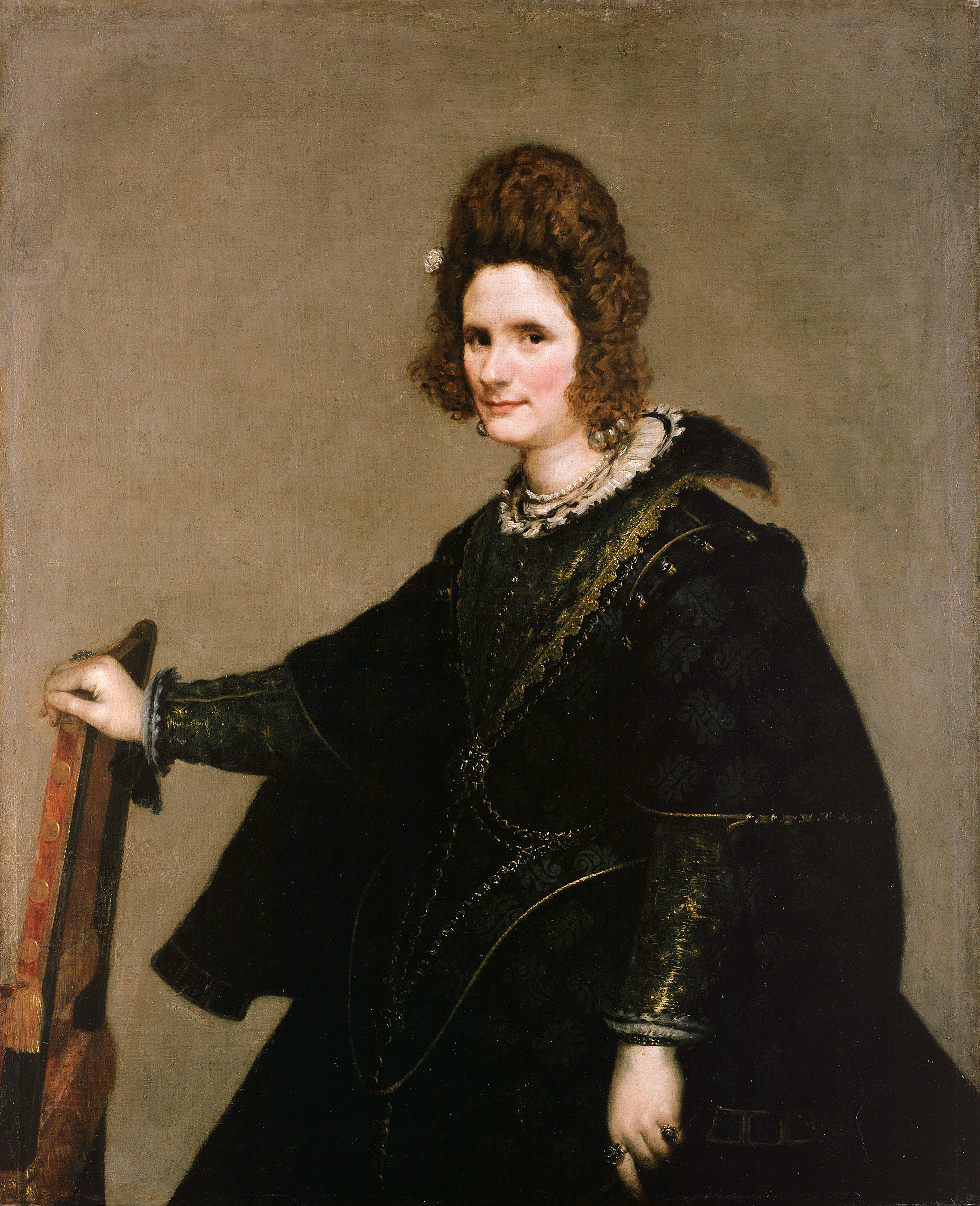
Diego Velázquez: Porträt einer Dame, um 1630. Die spanische Dame trägt um 1630 einen einfachen Kragen, Ärmel und Kleid werden breiter, die Frisur bekommt einige Seitenlocken.
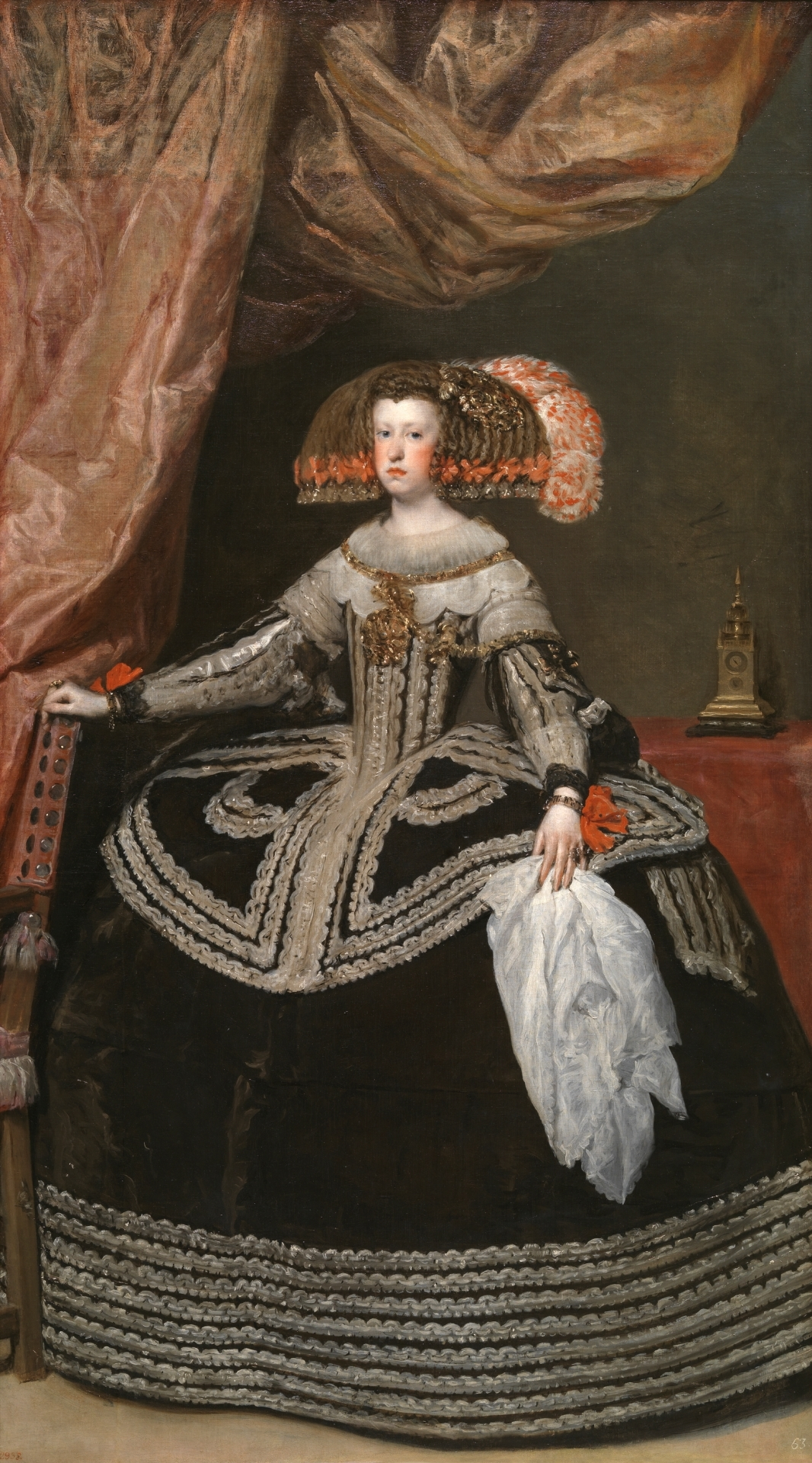
Diego Velázquez: Maria Anna von Österreich, Königin von Spanien, ca. 1652–1653. Die Damenmode in der nur in Spanien gültigen Spätphase zeigt extrem breite Reifröcke und breite helmartige Frisuren, die Halskrause ist verschwunden.
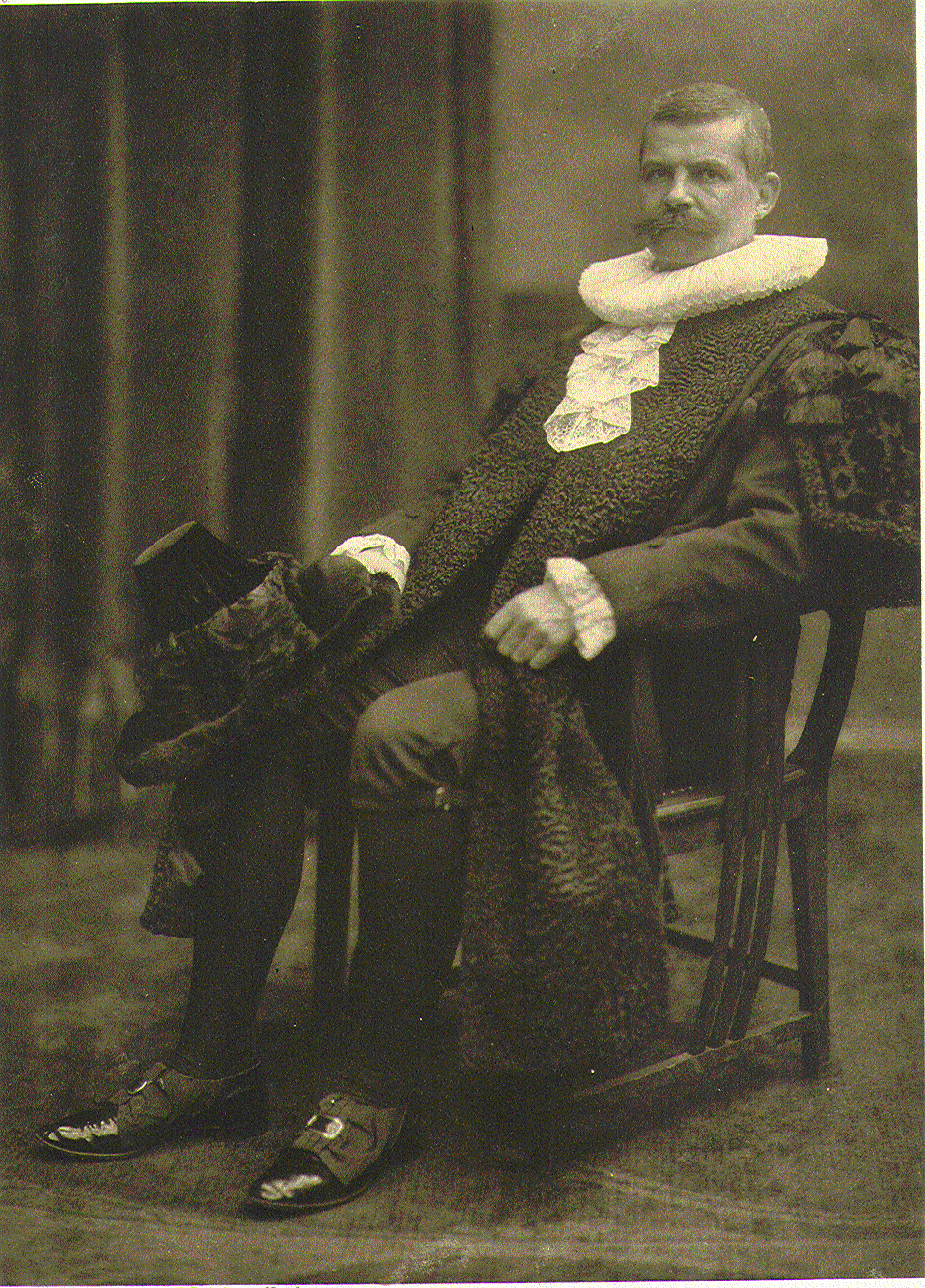
Der Hamburger Senator Gustav Sthamer in seiner Amtstracht mit russischem Persianer, 1905